# Thomas Farrell
Thomas Farrell (Estados Unidos, 18 de enero de 1944) es un atleta estadounidense retirado, especializado en la prueba de 800 m en la que llegó a ser medallista de bronce olímpico en 1968.

## Carrera deportiva
En los JJ. OO. de México 1968 ganó la medalla de bronce en los 800 metros, con un tiempo de 1:45.46 segundos, llegando a meta tras el australiano Ralph Doubell que con 1:44.40 segundos batió el récord del mundo, y el keniano Wilson Kiprugut.